# Manuela Pizzo
Manuela Pizzo (født 13. november 1991) er en håndboldspiller fra Argentina. Hun spiller på Argentinas håndboldlandshold, og deltog under VM 2011 i Brasilien og 2013 i Serbien.